# Mary and Max
Mary and Max è un film d'animazione australiano del 2009 scritto e diretto da Adam Elliot e realizzato con la tecnica dello stop motion. Il film è ispirato alla ventennale corrispondenza del regista col proprio amico di penna.

## Trama
Mary Dinkle è una bambina che vive nella periferia di Melbourne, in Australia, insieme ai suoi genitori e al suo gallo. Non è una bambina molto socievole e le sue amicizie si limitano al suo animale da compagnia e ad alcuni pupazzi di sua costruzione, raffiguranti i personaggi del suo cartone animato preferito. Il papà di Mary, Noel Norman, lavora in una fabbrica di bustine di tè e non dedica molte attenzioni alla figlia. La madre, Vera Lorraine, è sempre ubriaca e rappresenta motivo di turbamento da parte della piccola Mary che dopo la morte del nonno, unico punto di riferimento della bambina, non ha più nessuno che possa rispondere alle numerose domande che si pone sul mondo che la circonda.
Proprio la grande curiosità di Mary la porta a spedire una lettera ad un indirizzo casuale in America, per avere risposta ad una delle sue tante domande. Riceve tale lettera Max Horowitz: un curioso newyorkese di quarantaquattro anni con la Sindrome di Asperger, asociale ed emotivamente fragile.
Tra i due nasce una grande amicizia. Mary continua a raccontare a Max le sue angosce e i suoi sogni, Max fa lo stesso con la medesima ingenuità della bambina. Si accompagnano l'un l'altra nel trascorrere della vita, quando Mary perde i genitori, quando Max viene rinchiuso in un ospedale psichiatrico. Fino al giorno in cui Mary, ormai diventata grande, si dedica agli studi universitari di psichiatria, laureandosi e pubblicando un libro proprio sulla sindrome di Asperger e usando Max come caso di studi. Quando spedisce una copia del libro all'amico, lui reagisce male, ponendo fine alla corrispondenza tra loro. Mary cade in depressione, al punto di distruggere tutte le copie del suo libro e di cadere nell'alcolismo.
Intanto Max prosegue la sua vita il più regolarmente possibile, finché un piccolo scontro con un mendicante non lo fa ritornare sui suoi passi e perdonare Mary, alla quale manda subito un pacco con alcuni regali in segno di riconciliazione. Il pacco trova Mary appena prima che compia un insano gesto, causato anche dall'abbandono di lei da parte del marito. Mary ritrova la sua ragione di vita e si scopre anche che aspetta un bambino.
Ad un anno dal tentato suicidio, Mary si reca con suo figlio a New York, a trovare Max per la prima volta. Quando arriva però scopre che Max è morto quella stessa mattina, trovandolo disteso scompostamente sul divano con un'espressione felice dipinta sul viso. Il narratore infatti ci informa che egli ha terminato la sua vita nella pace, guardando tutte le lettere di Mary attaccate al soffitto.

## Colonna sonora
La colonna sonora di Mary and Max comprende pezzi di numerosi artisti.
1. Perpetuum Mobile (Penguin Cafe Orchestra)
2. Old Mother Ubbard
3. Russian Rag
4. Across Two Worlds
5. The Typerwriter
6. Dance of The Knights
7. Prelude and Yodel (Penguin Cafe Orchestra)
8. Zadok the Priest
9. Max's Meltdown
10. That Happy Feeling
11. Zorba's Dance
12. That's Life
13. How I Feel - Pulping Her Life
14. Whatever Will Be Will Be
15. A Swinging Safari

## Riconoscimenti
- Festival internazionale del film d'animazione di Annecy
  - 2009: - Miglior lungometraggio